# Kyren
Kyren (en russe : Кыре́н, en bouriate : Хэрэн ) est un village russe de la république de Bouriatie. Le village est le centre administratif du raïon de la Tounka et du parc national de la Tounka. En 2022, sa population s'élevait à 5520 habitants. Le village forme la municipalité Kyrenskoïe.

## Géographie

### Situation
Le village de Kyren est situé au centre du raïon, sur le versant sud de la dépression de la Tounka, le long des rives de la rivière Kyren, près de sa confluence avec l'Irkout. L'origine du nom Kyren est dérivée selon la population locale du mot bouriate хирээ - « corbeau ». Cependant, il existe une version plus scientifique d'une origine Samoyède ou Evenki du mot "kiri" .
La route de la Tounka (route fédérale A333) traverse le village, qui relie Koultouk à la frontière avec la Mongolie. La R258 et Koultouk sont à 119 km à l'est, et le village de Mondy est à 83 kilomètres à l'ouest, la frontière de mongole est à 94 km à l'ouest.

### Climat
| Mois                                | jan. | fév. | mars | avril | mai | juin | jui. | août | sep. | oct. | nov. | déc. | année |
| ----------------------------------- | ---- | ---- | ---- | ----- | --- | ---- | ---- | ---- | ---- | ---- | ---- | ---- | ----- |
| Température minimale moyenne (°C)   | −30  | −29  | −21  | −10   | −3  | 3    | 6    | 4    | −2   | −10  | −20  | −27  | −8,25 |
| Température maximale moyenne (°C)   | −18  | −14  | −5   | 5     | 13  | 18   | 19   | 17   | 12   | 3    | −7   | −15  | 4,58  |
| Précipitations (mm)                 | 8    | 8    | 15   | 28    | 47  | 83   | 147  | 115  | 59   | 26   | 17   | 11   | 565   |
| Nombre de jours avec précipitations | 7    | 5    | 5    | 7     | 10  | 14   | 17   | 16   | 10   | 8    | 7    | 7    | 113   |

| Diagramme climatique                                  |         |         |        |        |       |        |        |        |        |         |          |
| J                                                     | F       | M       | A      | M      | J     | J      | A      | S      | O      | N       | D        |
| −18−308                                               | −14−298 | −5−2115 | 5−1028 | 13−347 | 18383 | 196147 | 174115 | 12−259 | 3−1026 | −7−2017 | −15−2711 |
| Moyennes : • Temp. maxi et mini °C • Précipitation mm |         |         |        |        |       |        |        |        |        |         |          |

## Histoire
En 1806, un dratsang nommé Detchen Darjalinsk fut fondé sur le bord de la rivière Kyren. Ce dratsang fut le centre du bouddhisme dans la vallée de la Tounka et de la Bouriatie occidentale jusqu'à ce qu'il soit fermé et détruit en 1935 par les autorités soviétiques.
En 1923, avec la formation de la république socialiste soviétique autonome bouriate-mongole, le village est devenu le centre administratif de l'aïmag de la Tounka.
En 1924, lors d'une réunion funéraire consacrée à la mort de Lénine, les habitants du village de Kyren et des villages environnants. Le 1er septembre 1925, les cours commencent à la nouvelle école de la jeunesse paysanne. En 1929, elle devenue l'école de la jeunesse kolkhozienne.
Au début des années 1930, un nouveau bâtiment scolaire a été construit, qui a ensuite brûlé. En 1934, l'école est aussi devenue une école secondaire. En 1939, pour la première fois dans l'histoire de l'aïmag, 11 diplômés ont reçu un enseignement secondaire complet.
À la fin des années 1950, un nouveau bâtiment scolaire a été construit. Il y avait des salles de cours de physique, de chimie et de biologie, baptisé au nom de Lénine en 1961.
Au début des années 1960, un gymnase a été ouvert. En 1979, l'école a reçu un nouveau bâtiment.
Le 17 décembre 1975, Kyren est devenu une commune urbain .
Le 15 novembre 1990, la commune urbaine de Kyren est transformée en village.

## Population et société

### Démographie
Recensements (*) ou estimations de la population,:
| 1959* | 1959* | 1970* | 1979* | 1989* | 2002* | 2010* | 2012  |
| ----- | ----- | ----- | ----- | ----- | ----- | ----- | ----- |
| 2 172 | 3 731 | 5 526 | 6 141 | 6 128 | 5 434 | 5 406 | 5 373 |

| 2013  | 2014  | 2015  | 2016  | 2017  | 2018  | 2019  | 2020  |
| ----- | ----- | ----- | ----- | ----- | ----- | ----- | ----- |
| 5 341 | 5 283 | 5 271 | 5 275 | 5 210 | 5 188 | 5 132 | 5 191 |

| 2021  | 2022  | - | - | - | - | - | - |
| ----- | ----- | - | - | - | - | - | - |
| 5 953 | 5 220 | - | - | - | - | - | - |

### Religion

#### bouddhisme
Le dratsang "Detchen-Darjaling" a été construit en 1806-1817. Auparavant, les offices religieux avaient lieu dans des yourtes. Le dratsang est devenu célèbre non seulement pour son histoire ancienne, mais aussi pour le fait que c'est ici en 1910 que le livre de textes bouddhistes "Erdeniin Ganzhur", composé de 108 volumes, a été achevé. Sa publication a commencé en 1906 par le recteur du dratsang Habil Sybdenei. Au printemps 1916, année importante pour les bouddhistes, 482 lamas se sont réunis à Kyren. Les croyants avec des offrandes étaient envoyés à Kyren 24 heures sur 24 par transport hippomobile et à pied: ils apportaient du beurre, du lait, des céréales, de la viande, parfois ils conduisaient du bétail. Seul le clergé vivait au centre de Kyren, tandis que la population se regroupait à la périphérie. En 1935, le dratsang de Dechen Darzhaling a été fermé et détruit, tandis que les lamas ont été réprimés
Avec la renaissance du bouddhisme en Bouriatie en 1990, sous la direction d'Ochor Zandanov, la construction d'un nouveau dratsang a commencé, successeur du premier. Il fut achevé en 1993, et des rites et offices ont lieu depuis.
En 2008, avec la bénédiction de Khambo-pama, un autre dratsang fut construit, reprenant l'apparence de celui détruit par les communistes, et il fut inauguré quelques années après.

#### Orthodoxie
Innocent Innokenty, nommé évêque d'Irkoutsk en 1727, se chargea de diffuser l'orthodoxie dans la région en traduisant la Bible en Bouriate.
Dans les années 1990 fut construit l'église orthodoxe Saint-Innocent de Kyren, devenue active à partir de l'été 1995.

## Transport

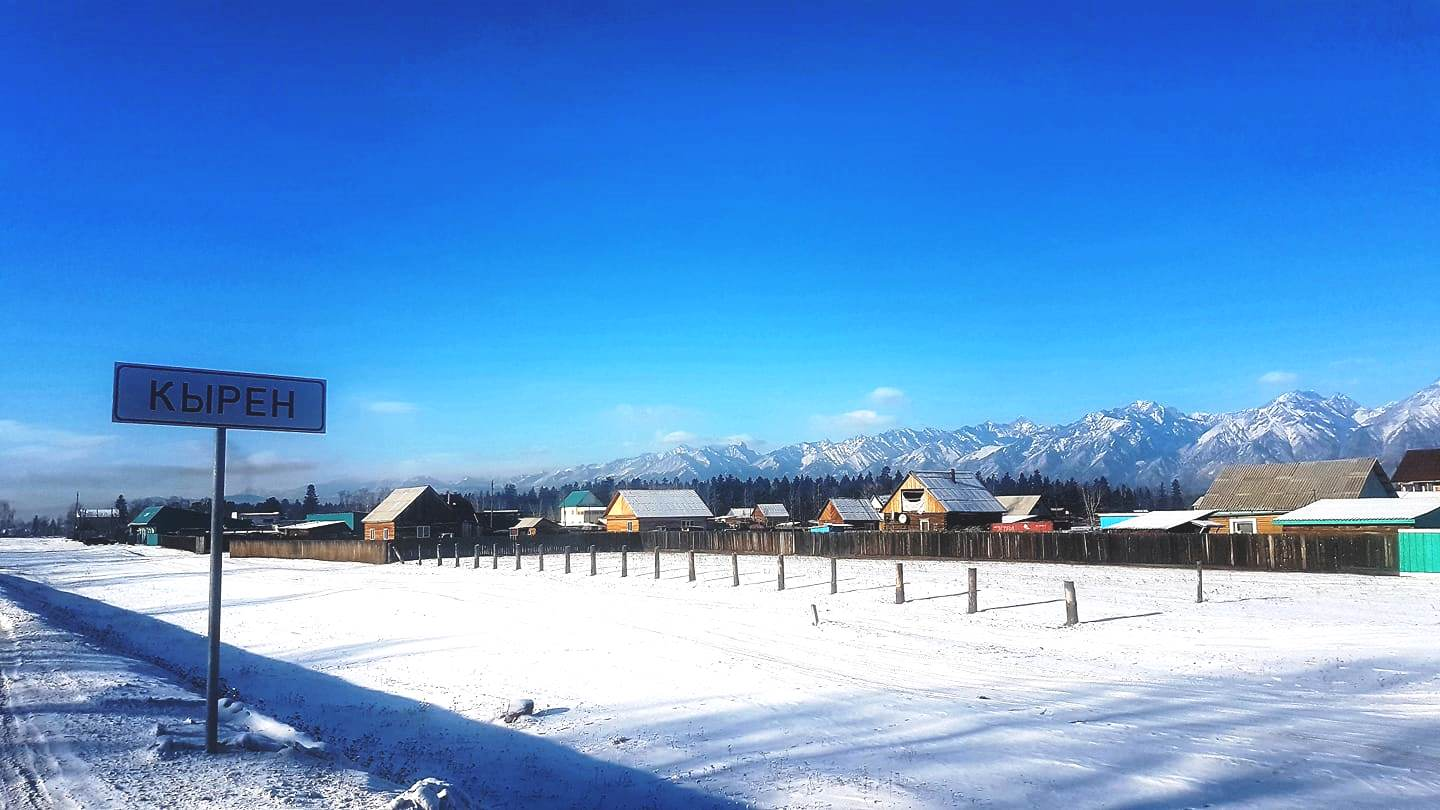
Entrée sur l'A333 à Kyren en hiver

Kyren est relié par la route aux villages du raïon de la Tounka grâce à la route fédérale A333. Des bus assurent la liaison du village avec Irkoutsk, Oulan-Oudé et la station thermale d'Archan.
Kyren est relié par la route à toutes les colonies du raïon de la Tounka. Des vols en bus et en taxi à itinéraire fixe sont assurés le long de l'autoroute fédérale du Baïkal et de la route A333 d'Irkoutsk et d'Oulan-Oudé aux stations balnéaires d'Arshan et de Kyren.
Au sud-est du village se trouve l'aéroport de Kyren, où PANH Airlines opére des vols réguliers vers Oulan-Oudé ,.

## Patrimoine

### Bâtiments historiques
En 1921, un bureau du commandant de la Guépéou a été ouvert à Kyren, desservant l'avant-poste frontalier. Aujourd'hui, l'un de ces bâtiments abrite le département des affaires intérieures du raïon de la Tounka et l'autre abrite un immeuble résidentiel.
En 1940, après la décision du XVIII Congrès du Parti communiste des bolcheviks de toute l'Union « Sur la montée de l'industrie locale », un complexe industriel fut créé, comprenant une tannerie, une usine de peaux de mouton, une usine de meubles, un atelier de menuiserie, une usine de chaux, une forge et une scierie.
Dans les années 1950, un palais des pionniers a été ouverte à Kyren.
À la fin des années 1940, une caisse d'épargne a été ouverte à Kyren.

### Sites du patrimoine culturel
- Buste de Nestor Alexandrovitch Kalandarishvili (ru), révolutionnaire.
- Monument au lieutenant Jambyl Toulaïev (ru)
- Charnier de 7 gardes rouges du détachement de N. A. Kalandarishvili, qui ont été abattus par les gardes blancs, situé à 5 km du centre du village de Kyren.

Il y aussi le monument aux soldats morts pendant la Grande Guerre patriotique, situé dans le parc de la culture et des loisirs.

### Monuments naturels
Des sources thermales (archans en bouriate), des monuments naturels, sont situés sur le territoire du village et ses environs :
- Source Kharahanaï (Tchoukreïevski) - au centre du village, sur l'emplacement de l'ancien dratsang
- Source Glaznoï - situé près du parc de la culture et des loisirs.
- Source Noïon Talyn à 3 km de Kyren.

## Radio
- 66.86 Radio Russie

## Autres
- A Kyren, en 1971-72, le long métrage soviétique ; La perte d'un témoin (ru) ; a été tourné[11] ,[12].